# Tauno Majuri
Tauno Vilho Henrik Majuri, född 31 oktober 1907 i Viborg, död 17 oktober 1980 i Helsingfors, var en finländsk skådespelare.
Majuri verkade ursprungligen som officer i armén och var civil löjtnant 1925–1933. Under andra världskriget befordrades han till kapten. Han debuterade som skådespelare i Viborg 1933 och verkade därefter som tidningsman och reporter för Yle. Han filmdebuterade 1934 i Helsingin kuuluisin liikemies, regisserad av Valentin Vaala. Efter 1946 engagerades Majuri även i produktions- och regiarbeten och medverkade i totalt 43 filmer och TV-uppsättningar fram till 1970.
Majuri var gift med skådespelaren Kaisu Leppänen 1937–1943.

## Filmografi[3]
- Helsingin kuuluisin liikemies, 1934
- Roinilan talossa, 1935
- Herrain herkku jokamiehen ruuaksi, 1936
- Kuriton sukupolvi, 1937
- Den röda spionen, 1938
- Poikamiesten holhokki, 1938
- Aktivister, 1939
- Vihtori ja Klaara, 1939
- Kyökin puolella, 1940
- Poikani pääkonsuli, 1940
- Poretta eli Keisarin uudet pisteet, 1941
- Morsian yllättää, 1941
- Kuollut mies rakastuu, 1942
- Synnin puumerkki, 1942
- Neiti Tuittupää, 1943
- Tositarkoituksella, 1943
- "Herra ja ylhäisyys", 1944
- Valkoisen neilikan velho, 1945
- Vuokrasulhanen, 1945
- Menneisyyden varjo, 1946
- Farligt lättsinne, 1946
- Tåg norrut, 1947
- Genom dimman, 1948
- Irmeli, seitsentoistavuotias, 1948
- Pontevat pommaripojat, 1948
- Rikollinen nainen, 1952
- Yö on pitkä, 1952
- Den vackraste flickan i världen, 1953
- Kasvot kuvastimessa, 1953
- Pekka Puupää kesälaitumilla, 1953
- Kuningas kulkureitten, 1953
- Kasarmin tytär, 1954
- Oi, muistatkos..., 1954
- Rakastin sinua, Hilde, 1954
- Pikku Ilona ja hänen karitsansa, 1957
- Korset och lågan, 1957
- Pekka ja Pätkä salapoliiseina, 1957
- Patarouva, 1959
- Ääninauha, 1960 (TV-serie)
- Se alkoi omenasta, 1962
- Teerenpeliä, 1963
- Här börjar äventyret, 1965
- Teatterituokio, 1970 (TV-serie)